# 日蓮実宗
日蓮実宗（にちれんじっしゅう）は、日蓮を宗祖とする日蓮門下、富士門流系の一宗派である。1964年、日蓮正宗に属していた2か寺が独立して発足。

## 宗祖
- 日蓮

## 門祖
- 日興

## 所属寺院
- 蓮華寺（大阪市北区）。1770年建立の古刹。
- 大乗寺（高知県高知市）。1947年建立。

## 沿革
- 1770年（明和7年）10月1日 - 現大阪市北区大融寺町の地において、妙光阿生蓮院日命が自明院を相続し法華宗に改宗、仏性山蓮華寺と改名。翌年に大石寺の末寺となる。開基は大石寺第33世法主日元上人。
- 仏性山蓮華寺は大石寺末寺として、日蓮宗(1872-1874)、日蓮宗勝劣派(1874-1876)、日蓮宗興門派（のち本門宗）(1876-1900)、日蓮宗富士派（のち日蓮正宗）(1900-1964)などに参加。
- 1947年（昭和22年） - 日蓮正宗寺院として高華山大乗寺が建立される。
- 1964年（昭和39年）5月13日 - 蓮華寺18代住職の崎尾正道が、創価学会の過度な干渉と介入と日蓮正宗側の学会への融和的な姿勢に反発し、大乗寺とともに日蓮正宗を離脱し、日蓮実宗を創設。